# Jafar Husayn Khan
Jafar Husayn Khan, auch Jaffar Hussain Khan, Jafar Husain Khan, ist ein nordindischer Qawwali-Sänger und ein Neffe des berühmten Sängers Ustad Mushtaq Husayn Khan.

## Diskografie
- Songs of Popular Islam. 1989
- Qawwali, Volume 1. 1992
- Chant Qawwali de l’Inde du Nord. 1996
- Sahibdil - Masters of the Heart. 2000